# ヴィンセント・ラフォーレ
ヴィンセント・ラフォーレ（Vincent Laforet）は1975年1月28日スイス生まれのフランス系アメリカ人の映画監督兼写真家である。ラフォーレは、ニューヨーク・タイムズのスタッフの一員として、海外で起きた9/11後の事件の取材で「アフガニスタンとパキスタンでの長期にわたる紛争に耐える人々の痛みと忍耐」を捉え、2002年のピューリッツァー賞特集写真部門を受賞した。彼は、アップル、ナイキ、ゼネラル・エレクトリック、CNN、ペプシコーラ、ゴールドマン・サックス、アクセンチュア、キヤノンなど有名ブランドのユニークなコマーシャルや、ナショナル・ジオグラフィック、ヴァニティ・フェア、スポーツ・イラストレイテッドなどの雑誌に写真を寄稿するなど、幅広いテーマを扱っている。
2005年、アメリカン・フォトではラフォーレを「写真界で最も影響力のある100人」の1人に選出した。。彼の作品は、コミュニケーション・アーツ（英語: Communication Arts）、フォト・ディストリクト・ニュース（英語: Photo District News）、、海外記者クラブ（英語: Overseas Press Club）、プロフットボール殿堂で認められている。

## 作品

### Reverie (2008)
2008年、ラフォーレはキヤノン5D Mark IIカメラで撮影された初の一般に公開された短編映画「Reverie」を監督した。このビデオはデジタル映画撮影において一眼レフカメラを使用する人たちに参考にされている。

### Beyond The Still (2010)
2010年に、彼は全国規模の映画コンペティション「Beyond The Still」を立ち上げた。

### Mobius (2011)
2011年、キヤノン Eos C300で撮影する最初の4人の映画製作者の一人に選ばれたデビッド・ライオンズ、ルイス・モンカダ（英語: Daniel and Luis Moncada）らが出演している。

### Visual Stories: Behind the Lens with (2011)
2011年に彼の最初の本「Visual Stories: Behind the Lens with」がピーチピット(出版社)（英語: Peachpit）から出版され、彼の写真家としてのキャリアを通じての様々な仕事に対する思考プロセスとアプローチが説明されている。